# Classifiche delle migliori università italiane
La classifica delle università italiane è una metodologia di valutazione degli istituti universitari presenti in Italia sulla base di una serie di indici caratteristici degli stessi e del peso relativo che viene attribuito a questi fattori realizzata da enti terzi come istituti di ricerca o testate giornalistiche nazionali o internazionali.
Le classifiche puntano quindi a definire quali siano le migliori università in Italia. Diverse classifiche considerano il punteggio finale come combinazione di parametri di ricchezza dell'ateneo, eccellenza nella ricerca o la reputazione internazionale, la selettività e le opinioni degli stessi studenti. In Italia le classifiche vengono stilate annualmente da più enti, tra questi i principali sono il Censis (che stila una classifica sia per le università pubbliche che per le private) e il MIUR (che invece stila la classifica sulla dimensione delle pubbliche).

## Classifica Censis
Si tratta di un'analisi realizzata annualmente dall'istituto di ricerca Censis del sistema universitario italiano attraverso la valutazione degli atenei, divisi in categorie omogenee per dimensione e status (pubbliche private), relativamente alle strutture disponibili, ai servizi erogati agli studenti, al livello di internazionalizzazione e alla capacità di comunicazione digitale. Le classifiche sono aggiornate all'anno accademico 2024/25.

### Università pubbliche
| posizione 2025 | università                                     | punteggio medio |
| -------------- | ---------------------------------------------- | --------------- |
| 1              | Università degli Studi di Padova               | 90,3            |
| 2              | Università degli Studi di Bologna              | 87,7            |
| 3              | Università degli Studi di Pisa                 | 84,7            |
| 4              | Università degli Studi di Roma "La Sapienza"   | 84,2            |
| 4              | Università degli studi di Milano               | 84,2            |
| 5              | Università degli Studi di Firenze              | 83,5            |
| 6              | Università degli Studi di Torino               | 83              |
| 7              | Università degli Studi di Palermo              | 82,3            |
| 8              | Università degli Studi di Bari                 | 75,7            |
| 9              | Università degli Studi di Napoli "Federico II" | 75,5            |

| posizione 2025 | università                                             | punteggio medio |
| -------------- | ------------------------------------------------------ | --------------- |
| 1              | Università della Calabria                              | 94,3            |
| 2              | Università di Pavia                                    | 90,2            |
| 3              | Università di Perugia                                  | 89,3            |
| 4              | Università di Parma                                    | 88,8            |
| 5              | Università di Cagliari                                 | 87,5            |
| 6              | Università di Salerno                                  | 86,2            |
| 7              | Università di Milano Bicocca                           | 85,3            |
| 8              | Università degli Studi di Genova                       | 84,8            |
| 8              | Università di Roma Tor Vergata                         | 84,8            |
| 9              | Università di Modena Reggio Emilia                     | 84,3            |
| 10             | Università degli Studi di Verona                       | 83              |
| 11             | Università di Roma Tre                                 | 82,7            |
| 12             | Università di Ferrara                                  | 81              |
| 13             | Università degli Studi di Catania                      | 80,7            |
| 14             | Università degli Studi di Chieti e Pescara             | 80              |
| 15             | Università degli Studi di Messina                      | 79,3            |
| 16             | Università degli Studi della Campania Luigi Vanvitelli | 78,3            |

| posizione 2025 | università                                | punteggio medio |
| -------------- | ----------------------------------------- | --------------- |
| 1              | Università degli studi di Camerino        | 96              |
| 2              | Università degli studi di Cassino         | 89              |
| 3              | Università degli studi della Tuscia       | 88,3            |
| 4              | Università degli studi di Macerata        | 86,7            |
| 5              | Università degli studi del Sannio         | 84,8            |
| 6              | Università degli studi di Reggio Calabria | 84,3            |
| 7              | Università degli studi della Basilicata   | 82,5            |
| 8              | Università degli studi di Teramo          | 81,3            |
| 8              | Università degli studi del Molise         | 79              |

| posizione 2025 | politecnico           | punteggio medio |
| -------------- | --------------------- | --------------- |
| 1              | Politecnico di Milano | 98,8            |
| 2              | Politecnico di Torino | 92,             |
| 3              | IUAV                  | 86,7            |
| 4              | Politecnico di Bari   | 85,2            |

### Università private
| posizione 2025 | università                     | punteggio medio |
| -------------- | ------------------------------ | --------------- |
| 1              | LUISS                          | 94,2            |
| 2              | Bocconi                        | 91,4            |
| 3              | Università Cattolica di Milano | 78              |

| posizione 2025 | università | punteggio medio |
| -------------- | ---------- | --------------- |
| 1              | LUMSA      | 83              |
| 2              | IULM       | 79,6            |
| 3              | Benincasa  | 75,2            |

| posizione 2025 | università            | punteggio medio |
| -------------- | --------------------- | --------------- |
| 1              | Bolzano               | 95,2            |
| 2              | Roma Europea          | 87              |
| 3              | Roma Campus Biomedico | 86,8            |
| 4              | Roma UNINT            | 86,6            |
| 5              | LIUC Cattaneo         | 84,6            |
| 6              | Roma - LINK Campus    | 80,8            |
| 7              | ENNA Kore             | 79,8            |
| 8              | Bari - LUM Degennaro  | 78,4            |
| 9              | Milano San Raffaele   | 73              |
| 10             | Aosta                 | 72,8            |

## Altre classifiche

### Academic Ranking of World Universities
La Academic Ranking of World Universities è una classifica redatta dall'Università Jiao Tong di Shanghai per valutare i principali istituti di formazione accademica nel mondo (in Asia, America, Europa e Oceania).
| Università                                   | 2025    | 2024    | 2023    | 2022     | 2021    |
| -------------------------------------------- | ------- | ------- | ------- | -------- | ------- |
| Università degli Studi di Roma "La Sapienza" | 101-150 | 101-150 | 101-150 | 101-150  | 151-200 |
| Università degli Studi di Milano             | 151-200 | 151-200 | 151-200 | 151-200  | 151-200 |
| Università degli Studi di Padova             | 151-200 | 201-300 | 151-200 | 151-200  | 151-200 |
| Università di Pisa                           | 201-300 | 151-200 | 151-200 | 151-200  | 151-200 |
| Università di Bologna                        | 201-300 | 201-300 | 201-300 | 201-300  | 201-300 |
| Università degli Studi di Torino             | 201-300 | 201-300 | 201-300 | 201-300  | 201-300 |
| Università degli Studi di Napoli Federico II | 201-300 | 201-300 | 201-300 | 201-300  | 301-400 |
| Politecnico di Milano                        | 301-400 | 201-300 | 201-300 | 201-300  | 201-300 |
| Università degli Studi di Firenze            | 301-400 | 301-400 | 301-400 | 301-400  | 301-400 |
| Università degli Studi di Milano-Bicocca     | 301-400 | 301-400 | 301-400 | 301-400  | 301-400 |
| Università di Genova                         | 301-400 | 301-400 | 401-500 | 501-600  | 301-400 |
| Università Cattolica del Sacro Cuore         | 401-500 | 401-500 | 401-500 | 201-300  | 301-400 |
| Università di Bari                           | 401-500 | 401-500 | 401-500 | 401-500  | 401-500 |
| Politecnico di Torino                        | 601-700 | 601-700 | 601-700 | 601-700  | 201-300 |
| Università Bocconi di Milano                 | //      | //      | //      | 901-1000 | 601-700 |

### QS World University Rankings
QS World University Rankings è una classifica mondiale pubblicata ogni anno da Quacquarelli Symonds (QS). Tra il 2004 e il 2009, la classifica veniva pubblicata in collaborazione con Times Higher Education, settimanale britannico che tratta di istruzione superiore. A partire dal 2010 la collaborazione è terminata, e Times Higher Education ha cominciato a pubblicare una propria versione della classifica, Times Higher Education World University Rankings.
| posizione 2025 | università                                   |
| -------------- | -------------------------------------------- |
| 98             | Politecnico di Milano                        |
| 128            | Università degli Studi di Roma "La Sapienza" |
| 138            | Università di Bologna                        |
| 233            | Università degli Studi di Padova             |
| 244            | Politecnico di Torino                        |
| 276            | Università degli Studi di Milano             |
| 343            | Università di Pisa                           |
| 355            | Università degli Studi di Roma Tor Vergata   |
| 380            | Università degli Studi di Napoli Federico II |
| 405            | Università degli Studi di Firenze            |
| 408            | Università degli Studi di Torino             |
| 409            | Università Cattolica del Sacro Cuore         |
| 425            | Università degli Studi di Pavia              |
| 464            | Università Vita-Salute San Raffaele          |
| 486            | Università degli Studi di Trento             |
| 532            | Università di Genova                         |
| 544            | Università degli Studi di Milano-Bicocca     |
| 607            | Università degli Studi di Siena              |
| 645            | Università di Bolzano                        |
| 760            | Università degli Studi di Trieste            |
| 821            | Politecnico di Bari                          |
| 834            | Università degli Studi di Palermo            |

## Ricerca
La classifica stilata dall'Agenzia nazionale di valutazione del sistema universitario e della ricerca (ANVUR) si basa sulla valutazione delle università italiane per settore disciplinare, calcolata secondo appositi criteri di qualità della didattica e della ricerca.
| Settore disciplinare                         | 1°                                           | 2°                                  | 3°                                           |
| -------------------------------------------- | -------------------------------------------- | ----------------------------------- | -------------------------------------------- |
| Ingegneria civile ed architettura            | Istituto Universitario di Studi Superiori    | Università Iuav di Venezia          | Università degli Studi di Trento             |
| Ingegneria industriale e dell'informazione   | Scuola Superiore Sant'Anna                   | Politecnico di Milano               | Politecnico di Bari                          |
| Scienze agrarie e veterinarie                | Università degli Studi di Bari               | Università degli Studi di Teramo    | Università degli Studi della Tuscia          |
| Scienze biologiche                           | Università degli Studi di Milano             | Università Politecnica delle Marche | Università del Salento                       |
| Scienze chimiche                             | Università degli Studi di Roma "La Sapienza" | Università degli Studi di Parma     | Università degli Studi di Napoli Federico II |
| Scienze della terra                          | Università degli Studi di Ferrara            | Università degli Studi di Milano    | Università degli Studi di Milano-Bicocca     |
| Scienze letterarie e artistiche              | Università degli Studi di Firenze            | Università degli Studi di Udine     | Università degli Studi di Siena              |
| Scienze storiche, filosofiche e psicologiche | Università degli Studi di Pisa               | Università degli Studi di Verona    | Università della Campania                    |
| Scienze economiche e statistiche             | Università Ca' Foscari Venezia               | Università degli Studi di Sassari   | Università degli Studi di Cagliari           |
| Scienze fisiche                              | Università degli Studi "Gabriele d'Annunzio" | SISSA Trieste                       | Università degli Studi di Torino             |
| Scienze giuridiche                           | Università degli Studi di Catania            | Università degli Studi di Palermo   | Università Mediterranea                      |
| Scienze matematiche e informatiche           | Università degli Studi di Roma Tor Vergata   | Politecnico di Torino               | Scuola normale superiore di Pisa             |
| Scienze mediche                              | Università degli Studi di Milano-Bicocca     | Università degli Studi di Genova    | Università degli Studi di Trieste            |
| Scienze politiche e sociali                  | Università degli Studi di Trento             | Università degli Studi di Milano    | Università di Bologna                        |